# Matsushita Junto
Junto Matsushita (松下純土 Matsushita Junto, sinh ngày 3 tháng 5 năm 1991 ở Tokyo) là một cầu thủ bóng đá người Nhật Bản thi đấu cho Machida Zelvia theo dạng cho mượn từ Matsumoto Yamaga.

## Thống kê câu lạc bộ
Cập nhật đến ngày 23 tháng 2 năm 2016.
| Thành tích câu lạc bộ | Thành tích câu lạc bộ | Thành tích câu lạc bộ | Giải vô địch | Giải vô địch | Cúp                   | Cúp                   | Tổng cộng | Tổng cộng |
| Mùa giải              | Câu lạc bộ            | Giải vô địch          | Số trận      | Bàn thắng    | Số trận               | Bàn thắng             | Số trận   | Bàn thắng |
| Nhật Bản              | Nhật Bản              | Nhật Bản              | Giải vô địch | Giải vô địch | Cúp Hoàng đế Nhật Bản | Cúp Hoàng đế Nhật Bản | Tổng cộng | Tổng cộng |
| --------------------- | --------------------- | --------------------- | ------------ | ------------ | --------------------- | --------------------- | --------- | --------- |
| 2014                  | Machida Zelvia        | J3 League             | 5            | 0            | –                     | –                     | 5         | 0         |
| 2015                  | Machida Zelvia        | J3 League             | 11           | 0            | 3                     | 0                     | 14        | 0         |
| Tổng cộng sự nghiệp   | Tổng cộng sự nghiệp   | Tổng cộng sự nghiệp   | 16           | 0            | 3                     | 0                     | 19        | 0         |